# Spits tepelkogeltje
Het spits tepelkogeltje (Rosellinia thelena) is een schimmel behorend tot de familie Xylariaceae. Het leeft saprotroof op gevallen dode takken van loofbomen, onder meer els (Alnus), populier (Populus) en iep (Ulmus). Perithecia in herfst en voorjaar.

## Kenmerken

### Uiterlijke kenmerken
Het subiculum is altijd aanwezig. De wand van de perithecia is dun en fragiel (dikte minder dan 25 µm). 

### Microscopische kenmerken
De asci zijn cilindrisch met apicaal apparaat en meten 19-26,5 × 6-8 µm. Het aanhangsel is urnvormig met verzwakte basis, amyloïde, 5-10 µm lang. De ascosporen zijn ellipsoïde ongelijkzijdig tot enigszins langwerpig, donkerbruin, met breed afgeronde uiteinden en afmeting 19-26,5 × 6-8 µm. De kiemspleet is recht en loopt bijna over de gehele sporelengte tot 3/4 sporelengte.

## Verspreiding
Rosellinia thelena komt in Nederland vrij zeldzaam voor. Het staat niet op de rode lijst en is niet bedreigd.